# Stazione di Anulù
La stazione di Anulù è una fermata ferroviaria nel comune di Seui posta lungo la linea Mandas-Arbatax, utilizzata esclusivamente per i servizi turistici del Trenino Verde.

## Storia
L'impianto fu realizzato in corrispondenza di una isolata casa cantoniera nella fase iniziale del Novecento, risultando attivo nel 1921, anno di passaggio della Mandas-Arbatax dalla Società italiana per le Strade Ferrate Secondarie della Sardegna alla Ferrovie Complementari della Sardegna. Alla gestione FCS seguì nel 1989 quella della Ferrovie della Sardegna: nel corso di quest'ultima amministrazione la linea fu destinata, a partire dal 16 giugno 1997, all'impiego per il solo traffico turistico legato al progetto Trenino Verde, fatto che portò alla cessazione dell'utilizzo regolare dello scalo. Da allora la fermata, che dal 2010 è gestita dall'ARST, viene utilizzata quasi esclusivamente nel periodo estivo, restando per il resto dell'anno sostanzialmente priva di traffico. Tuttavia in attesa di revisione  delle travate metalliche di alcuni ponti del tronco Seui-Gairo la fermata è priva di traffico dal 2016.

## Strutture e impianti
La fermata è di tipo passante ed è dotata di due binari a scartamento ridotto (950 mm), di cui uno di corsa da cui ha origine un tronchino di ricovero terminante ad ovest del fabbricato viaggiatori. Quest'ultimo essendo nato come casa cantoniera presenta le caratteristiche di questo tipo di edifici delle SFSS ed è di norma chiuso al pubblico.

## Movimento
Dall'estate 1997 la fermata è utilizzata esclusivamente per il traffico turistico, tuttavia dal 2016 nessuna relazione serve la struttura in quanto ricompresa in un tratto della Mandas-Arbatax provvisoriamente chiuso all'esercizio per problemi infrastrutturali.